# Rhizochrysidaceae
 (février 2022).
Famille
Les Rhizochrysidaceae sont une famille d'algues de l'embranchement des Ochrophyta  de la classe des Chrysophyceae et de l'ordre des Rhizochrysidales.

## Étymologie
Le nom vient de l'ancien genre type Rhizochrysis, dérivé du grec ῥίζα / riza, racine, et de χρυσός / khrusos, « couleur or », en référence non seulement à la couleur de la cellule, mais à la présence de pseudopodes qui font penser à des racines. Or le genre Rhizochrysis, Pascher, 1913, est désormais dans la famille des Chrysamoebaceae, la famille des Rhizochrysidaceae a donc perdu son genre type.
Le seul genre de la famille, Protorhizochrysidis, dérive du grec πρῶτος / prôtos, premier, et du suffixe -rhizochrys-, par allusion au genre Rhizochrysis, la désinence grecque -idis renforçant la référence au premier nom de genre qui donna son nom à la famille.

## Description
Les Protorhizochrysidis sont des organismes incolores et solitaires. La cellule peut être sphérique, oblongue, ovoïde ou en forme d'étoile. Le pole antérieur varie entre une forme arrondie ou légèrement acuminée. La membrane est extrêmement fine. À l’apex émerge un flagelle deux fois plus long que la cellule. Du pole postérieur proviennent entre trois et cinq pseudopodes de type lobés (lobopode) ou en forme de fil (filopode).

## Liste des genres
Selon AlgaeBase (31 janvier 2022) :
- Protorhizochrysidis Skvortsov, 1968